# Ritterstraße 7 (Magdeburg)

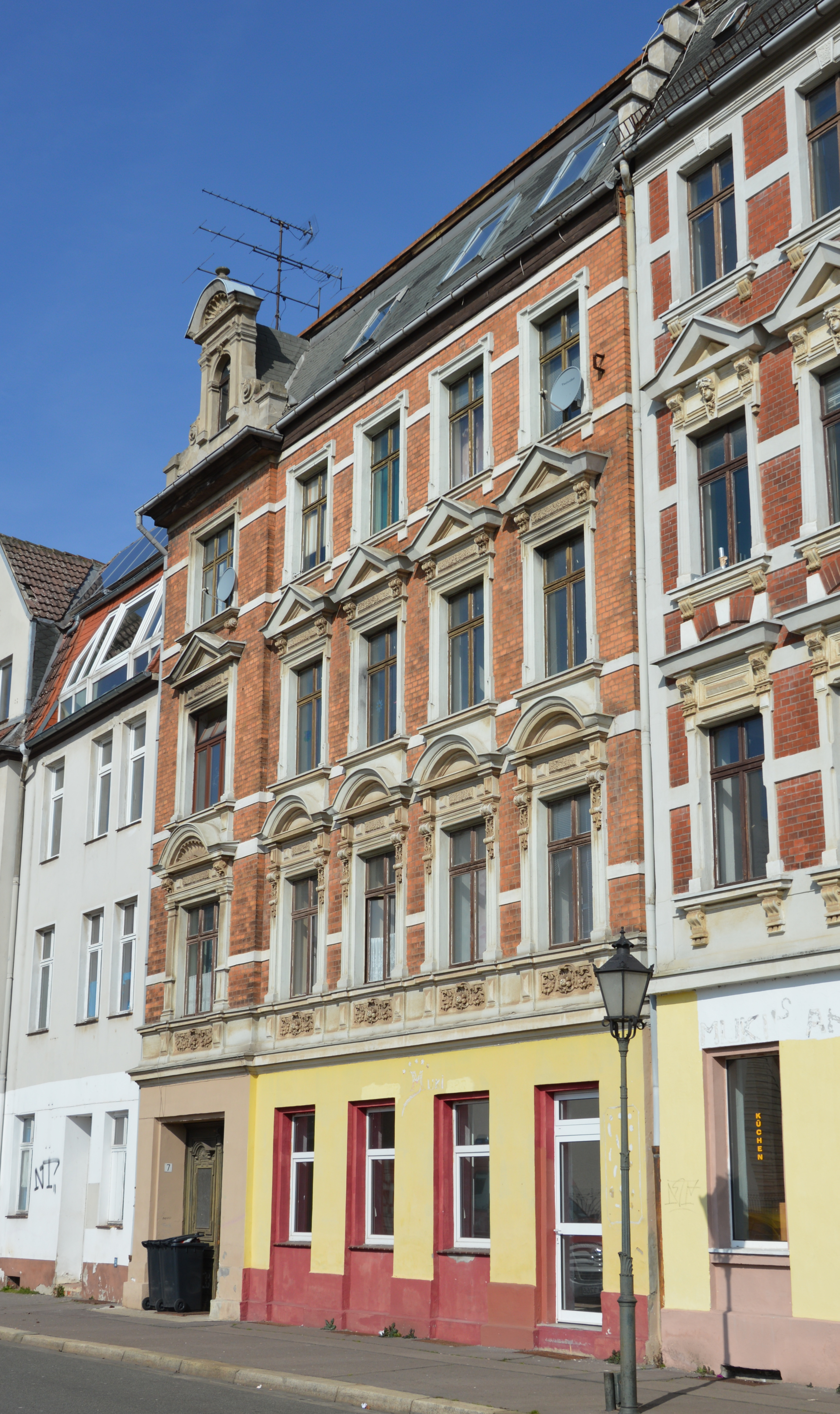
Ritterstraße 7

Das Gebäude Ritterstraße 7 ist ein denkmalgeschütztes Wohnhaus in Magdeburg in Sachsen-Anhalt.

## Lage
Das Gebäude befindet sich auf der Nordseite der Ritterstraße im Magdeburger Stadtteil Neue Neustadt. Östlich grenzt das gleichfalls denkmalgeschützte Haus Ritterstraße 6 an.

## Architektur und Geschichte
Das viergeschossige in Ziegelbauweise errichtete Gebäude wurde im Jahr 1889 durch den Zimmermeister W. Scheumitz gebaut. Die Fassade verfügt über eine repräsentativ gegliederte und gestaltete Fassade mit Formen der Neorenaissance. Der Eingang des Gebäudes befindet sich am linken Fassadenrand und ist durch die Ausbildung eines schmalen Risalits sowie eine darüber gesetzten kleinen Schweifgiebel hervorgehoben. Gemeinsam mit der Hausnummer 6 bildet der Bau eine für die Gründerzeit typische Gestaltung. Die Häusergruppe stellt ein Relikt der gründerzeitlichen Bebauung dar.
Im örtlichen Denkmalverzeichnis ist das Gebäude unter der Erfassungsnummer 094 82838 als Wohnhaus verzeichnet.